# 一式陸上攻擊機
一式陸上攻擊機（簡稱「一式陸攻」）是太平洋戰爭之中，大日本帝國海軍擁有的雙引擎中型轟炸機。與前作九六式陸上攻擊機（簡稱「九六式陸攻」）同為三菱内燃機公司設計及製造，而其後繼的陸上轟炸機「銀河」因技術問題遲未解決，直到1944年末期才逐步替換陸攻機隊，因而一式陸攻在日本投降前是仍是帝國海軍的主力攻擊機。
盟軍敵機識別代號中，稱呼一式陸攻為「Betty」，不過其引擎或機翼的整體式油箱一旦被擊中起火便很難熄滅，因此美國海軍陸戰隊便譏稱一式陸攻為「空中打火機」。

## 開發的經過與名稱
1930年代，由於日本海軍在華盛頓海軍條約及倫敦海軍條約限制了和美國之間主力艦隊總規模在10:6.99，日軍希望彌補對美國的戰艦、巡洋艦、航空母艦上的劣勢，開始認真思考研發由陸上基地出發，可對遠洋海上敵艦進行攻擊的長距離攻擊機（雷擊／爆擊機）。
為此目的，由廣海軍工廠研發的九五式陸上攻擊機與三菱引擎公司名古屋飛機製作所的本庄季郎開發團隊研製出的九六式陸上攻擊機競爭，三菱引進最新科技，在軍機上的優越表現贏得日本海軍青睞，並於1937年的中日戰爭對中國實施越洋打擊，此種長距離攻擊的想法得以實證（雖然第一次長距離越洋攻擊是結果並不算是成功），不過在此種作戰模式得到實證可行後，日本軍方於昭和12年（1937）9月決定開發九六式之後繼機。計畫案名為「十二試陸上攻擊機」，單獨委託三菱提出開發計畫。
三菱方面則以九六式設計團隊為核心，同樣由工程師本庄季郎主導，對九六式在當前作戰中所暴露之缺失加以改良所製作出之新型攻擊機；十二試陸攻於1939年10月23日由志摩勝三駕駛進行試飛，1941年4月此機種正式服役開始取代96式陸攻，由於1941年為日本曆法中之皇紀2601年，因此此機體被命名為一式陸上攻擊機。
然而有關於盟軍戲稱的「空中打火機」的稱號，是本庄季郎在一式陸攻開發期最初概念定義之際，曾向海軍提出他對技術指標設定之質疑，他認為要以現有科技實踐，研發出來的飛機「防禦力不完全，在小型機上要求過長的續航力使得油箱過大，被彈機率大增；最好開發四發動機轟炸機，滿足軍火籌載、並使用增加的2具發動機動力增設防彈鋼板、自封油箱、滅火裝置」；但工程師的意見反擴被海軍航空技術廠廠長和田操中將責罵，責罵理由則不是出於技術上的不合理，而是用「用兵是軍方的事情，三菱閉嘴按照軍方的規格做就好」這套官大學問大的哲學威壓，三菱也未堅持，便按照海軍的意見研發出了一式陸攻。
一式陸攻的外觀特色，就是三菱為了減少空氣阻力設計的雪茄型機身，甚至在側面機槍塔也設計了透明流線型外罩來維持機體的流線狀；雖然機身直徑巨大，但也因此能採用內置彈艙減少外載阻力。同時，一式陸攻安裝了大直徑（日本發動機標準）的火星活塞發動機，加上較輕盈（卻不耐打）的機身，讓一式陸攻的飛行性能在雙引擎戰術轟炸機中較為靈活。

## 生產構型
一式陸攻自1941年正式服役到日本戰敗投降為止總共生產了2246架，戰後清點殘餘的一式陸攻僅剩170架。
量產型主要分三種構型，1941年量產的11型、1942年底量產的22型、1944年量產的34型。
11型（G4M1）
搭載三菱火星一一型發動機的量產型，第一種量產的一式陸攻。主翼樑安裝了防彈裝甲。
1942年3月，11型第241號機換裝改善高空性能之火星一五型引擎進行測試，與11型的主要差異為發動機上方進氣口，過去研究認為這型號為12型，但後續考證認為該型號不存在；換裝新引擎的11型在1942年8月起出廠的第406號機起正式運用。
此型號於昭和18年（1943年）後生產之新機，另加裝了主翼下方防彈橡膠油箱以及自動滅火裝置
暫稱13型（G4M1）
12型的原型機，由於當時暫稱12型（即後來的22型）在開發中，因此在開發編號上是暫稱13型但是量產型稱為12型，由11型241號機改裝
11型以及12型總共生產約1000架，於1944年1月停產。
22型（G4M2）
1942年12月推出，發動機、機體以及主翼皆重新設計的全面修改機種，發動機更換出力加大之火星21型，機身上方防衛機槍改善為可360度迴轉之設計，機體尾部防衛機槍改為九九式二號機炮，在大改裝之後的一式陸攻空重以及滿載重量提升，但因推重比改善，且使用空氣力學上更完整LB型層流翼，空速仍有提升。
22甲型（G4MA2）
加裝了H-6型搜索雷達（3式6號電探），側面7.7mm機槍更換為20mm機砲，生產50架
22乙型（G4M2b）
22甲型上方機砲塔之20mm機砲改裝為長槍身的99式2型機砲，生產50架
24型（G4M2A）
由於22型裝備的火星21型發動機震動過大，因此改裝為減速比降低的火星25型發動機。
24甲型（G4M2Aa）
由22甲型為基準生產的24型，生產15架
24乙型（G4M2Ab）
由22乙型為基準生產的24型，生產170架
24丙型（G4M2Ac）
以24乙型為基準，將機首7.7mm機槍換裝為13.2mm機槍
24丁型（G4M2E）
櫻花特攻機搭載用母機，將炸彈艙修改為專門掛載櫻花11型之掛架，強化駕駛艙的防彈性能以及燃料槽的安全性，一部分機體裝有加速起飛之助推火箭
25型（G4M2B）
二四型改裝之試作機，引擎換裝為適應高空環境之火星27型（1825匹馬力），改裝一架
26型（G4M2C）
二四型改裝之試作機，換裝燃油噴射式引擎火星25乙型（1825匹馬力）之試作機種，改裝兩架
27型（G4M2D）
由空技廠用二四型改裝之試作機，發動機改裝搭載廢氣渦輪增壓機之火星27型（1795匹馬力）以改善高空性能，改裝一架
22型以及其衍生型從1942年11月起生產了1152架
34型（G4M3）
一式陸攻的最終生產型。於1944年1月試飛，取消了以往為了增加航程而採用的整體式機翼油箱改裝為自封油箱，另增加防彈裝甲；炸彈掛架強化可搭載1000公斤炸彈，尾部機砲座形狀變更，水平尾翼進行修改之機型，速度增加以及防護力增加的代價就是此機的續航距離大幅縮減。

由於此機登場時間已經接近戰爭末期因此加上衍生型只生產了60架。此機種有多種衍生型，作為運輸以及反潛巡邏機之34甲型（G4M3A）、上方20mm機砲變更為倍徑加長之九九式二型機砲之34乙型、機首防衛機槍改為13mm機槍之34丙型。
36型（G4M3C）
十二試陸上攻擊機改（G6M1）
在一式陸攻正式量產前，由於以往長距離打擊缺乏護衛兵力以致攻擊機遭受不小的損失，在現有戰機續航力不足下軍方希望將原來用來轟炸的陸攻改裝為裝備強力防護機槍專門掩護長程攻擊機之機種，此種機種被稱為"翼端掩護機"；在十二試陸上攻擊機完成後，軍方要求將此機種先行生產作為"翼端掩護機"之用途，三菱生產了30架此一機型。

此機種撤除了所有轟炸設備，並在機身前後上下的砲塔安裝20mm機砲，翼上油箱以及機內油箱（將炸彈倉改裝）也改為自封油箱，機翼主樑也加上了防彈裝甲；改裝之後機身重量大增導致速度以及機動性無法追上原本應該護衛的陸攻機群，除此以外零戰的成功也直接宣告這種機型的死亡，因此這批機型之後沒有上過戰場就直接被改裝為教練機以及運輸機。
一式大型陸上練習機一一型
由於拜零戰的優秀性能所賜，12式陸上攻擊機改此種「翼端援護機」失去了存在價值，因此海軍將這些毫無用處的機種改裝為訓練陸攻飛行人員的教練機。
一式大型陸上運輸機（G6M1-L2）
改裝的目的是為了給日本海軍傘兵使用，由一式大型陸上運輸機改造，將防禦機槍以及相關轟炸用設施通通取消改為搭載人員用座位。在撤銷相關裝備後可搭載20名人員，這批機隊改裝後參與了攻占菲律賓的任務，但戰爭中後期因為整體戰況不利而傘兵無用武之地之後僅作為一般貨物以及人員運輸，山本五十六戰死時即是搭乘此型飞機。

## 諸元
| 制式名稱     | 暫稱一式陸上攻擊機一三型                                         | 一式陸上攻擊二二型                                               | 一式陸上攻擊三四型                                               |
| 機體略號     | G4M1                                                             | G4M2                                                             | G4M3                                                             |
| 全幅         | 24.88米                                                          | 24.88米                                                          | 24.88米                                                          |
| 全長         | 19.97米                                                          | 19.63米                                                          | 19.50米                                                          |
| 全高（水平） | 4.506米                                                          | 6.000米                                                          | 6.000米                                                          |
| 自重         | 6,741公斤                                                        | 8,050公斤                                                        | 8,391公斤                                                        |
| 最大負荷     | 12,895公斤                                                       | 15,451公斤                                                       | 14,772公斤                                                       |
| 發動機       | 火星一五型（起飛時1,460馬力）                                    | 火星二一型（起飛時1,850馬力）                                    | 火星二五型（起飛時1,850馬力）                                    |
| 最高速度     | 454公里／小時（高度4,200米）注1                                  | 437公里／小時（高度4,600米）注1                                  | 480公里／小時（高度5,066米）                                     |
| 實用上昇限度 | 9,660米                                                          | 8,950米                                                          | 9,026米                                                          |
| 續航距離     | 2,176公里（轟炸） 5,882公里（偵察）                              | 2,500公里（轟炸） 6,060公里（偵察）                              | 4,334公里（偵察）                                                |
| 炸彈裝備     | 60公斤炸彈12發、250公斤炸彈4發、 500或800公斤炸彈1發             | 同左                                                             | 同左                                                             |
| 魚雷裝備     | 800公斤魚雷1發                                                   | 同左                                                             | 同左                                                             |
| 武裝         | 7.7毫米可動機槍4挺 （前方·上方·側方） 20毫米可動機槍1挺 （尾部） | 7.7毫米可動機槍3挺 （前方·側方） 20毫米可動機槍2挺 （上方·尾部） | 7.7毫米可動機槍1挺 （前方） 20毫米可動機槍4挺 （側方·上方·尾部） |
| 乘員         | 7名                                                              | 同左                                                             | 同左                                                             |

注1：是主翼下面裝備防彈橡膠。未裝備的暫稱一三型為463公里／小時（高度4,200米）、二二型為469公里／小時（高度5,000米）

## 實戰

### 馬來亞海戰
1941年12月太平洋戰爭開始不久，日本帝國海軍收到由菲利普海軍少將率領的一隊由威爾斯親王號戰艦和反擊號戰鬥巡洋艦以及4艘驅逐艦組成的英國遠東艦隊已從新加坡出發，北上要對付日本登陸部隊，12月10日，這隊英國艦隊被日本偵察機發現，下午1時，8架九六式陸上攻擊機到達並向反擊號投下炸彈，一枚炸彈命中令反擊號受輕傷，反擊號的防空炮火也打傷了兩架九六式，10分鐘後，又有16架九六式到達分別向反擊號和威爾斯親王號投下魚雷，兩艦在水上不停迴避，最終威爾斯親王號被擊中兩枚，而反擊號被擊中一枚，威爾斯親王號雖然擊落了一架九六式，但它被魚雷炸斷了螺旋槳軸，艦底被撕開了一個大洞，海水不停湧入，兩艦也因受創而失去航行能力，之後又有6架一式陸上攻擊機向反擊號投魚雷，其中4枚命中，反擊號終於在下午約2時20分被擊沉，與此同時，威爾斯親王號也被5枚由一式陸攻投下的魚雷命中和兩枚由九六式投下的炸彈擊中艦尾，威爾斯親王號也在下午約2時50分被擊沉。

### 特攻機「櫻花」的母機

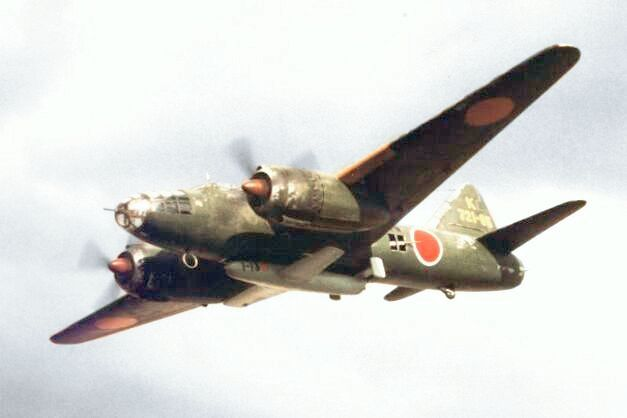
一架搭載櫻花特別攻擊機的三菱一式陸攻

1945年起，許多一式陸攻搭載MXY-7櫻花特別攻擊機，對接近日本海域的美國艦隊發起多次特攻，但一式陸攻掛載櫻花攻擊機後飛行速度及機動性都大幅下降，經常未及釋放櫻花攻擊機，已被爲艦隊護航的美軍戰鬥機擊落。

## 登場作品

### 遊戲
- 艦隊Collection

以陸上基地起飛支援的「基地航空隊」的姿態登場，實裝了一一型・二二型甲・三四型，並有野中五郎 （页面存档备份，存于）親自駕駛的野中隊
- 戰爭雷霆

日本空軍3.0二階轟炸機G4M1

### 影集
- 音速雷擊隊

## 其他
- 後繼機

十六試驗陸上轟炸機泰山
陸上轰炸机「銀河」
十三試陸上攻擊機「深山」
十八試陸上攻擊機「連山」